# Анненкирхе (Дрезден)
Церковь Св. Анны (нем. Annenkirche) — лютеранская церковь в Дрездене, расположенная к юго-востоку от Почтовой площади (нем. Postplatz). Построена в 1760-е годы в стиле позднего барокко. Колокольня — один из немногих в Дрездене образцов архитектуры классицизма.

## История
Как и многие другие церкви Дрездена, Анненкирхе была построена дабы отвечать потребностям возросшего числа прихожан — дрезденские предместья быстро росли в XVI веке. Анненкирхе, церковь Св. Анны, получила своё название в честь супруги курфюрста Августа, которую в народе называли «мать Анна». Она считалась властной и активной женщиной, вмешивалась в государственные дела, лично содержала хозяйство своего мужа с которым прожила неразлучно 35 долгих лет. Памятник ей до сих пор украшает площадь перед церковью.
Предшественница нынешней Анненкирхе стояла на этом месте с 1578 года вплоть до Семилетней войны. Входе этого военного конфликта Дрезден был осаждён войсками Фридриха II, а прусская артиллерия безжалостно обстреливала Вильсдруфское предместье. Анненкирхе в числе многих других построек, была разрушена.
Дрезденский архитектор Иоганн Георг Шмидт (ученик Георга Бера, зодчего церкви Богородицы) создал проект сегодняшней церкви, которая была освящена в 1769 году. Колокольня, исполненная в стиле классицизма, появилась лишь в 1824 году.
В начале XX века Анненкирхе была значительно реконструирована, прежде всего её внутренняя часть. Внутреннюю отделку выполнили в стиле модерн. Церковь также получила и новый орган.
Трагическую ночь 13 февраля 1945 года, несмотря на полностью выгоревшую крышу, в стенах церкви чудом пережила тысяча дрезденцев о чём до сих пор напоминает памятная доска. Восстановительные работы в Анненкирхе завершились уже в начале 1950-х годов, однако лишь в 1997 году над Анненкирхе, наконец, был восстановлен купол колокольни, а в новом тысячелетии прошли работы по облагораживанию прилегающей к храму территории.